# Icteranthidium ferrugineum
Icteranthidium ferrugineum là một loài Hymenoptera trong họ Megachilidae. Loài này được Fabricius mô tả khoa học năm 1787.